# Aldo Protti
Pour les articles homonymes, voir Protti.
Aldo Protti (né le 19 juillet 1920 à Crémone et mort dans la même ville le 10 août 1995) est un baryton italien, particulièrement associé aux opéras de Giuseppe Verdi, notamment le rôle-titre de Rigoletto.

## Biographie
Aldo Protti commence à se faire connaître pendant la deuxième Guerre mondiale en participant aux émissions radio L'Heure du soldat, que l'EIAR (ancienne RAI) dédiait aux armées. À la fin de la guerre il étudie au Conservatoire de Parme, puis il gagne le concours national de chant à Bologne. Les débuts sur scène adviennent le 9 octobre 1948 au Teatro Pergolesi de Jesi en Figaro dans Il Barbiere di Siviglia de Rossini.
En avril 1950 il chante pour la première fois au Théâtre alla Scala de Milan dans l'Aida de Verdi, en commençant une carrière internationale qui l'amènera dans les plus grands théâtres du monde.
Il chante alors dans plusieurs théâtres italiens, et débute au théâtre San Carlo de Naples en 1951, et continue régulièrement à la Scala de Milan pendant toutes les années cinquante, où il s'illustre dans les rôles verdiens. Très intense est aussi sa collaboration avec Herbert von Karajan à l’Opéra de Vienne où il est constamment présent de 1957 à 1973 dans plus de 380 représentations.
En 1961 il participe à la deuxième tournée lyrique des artistes italiens au Japon, à côté, entre autres, de Mario del Monaco, Renata Tebaldi, Gabriella Tucci, Gianni Poggi et Giulietta Simionato. Sont exécutés et enregistrés Rigoletto et Aida de Verdi, Andrea Chénier de Umberto Giordano et Pagliacci de Ruggero Leoncavallo.
Très importante est aussi la collaboration avec la RAI, depuis l'édition télévisée de "Rigoletto" de 1955, avec la mise en scène de Franco Enriquez (it), à plusieurs enregistrements radiophoniques: La forza del destino et Falstaff (Ford) de Verdi, Francesca da Rimini de Zandonai, Le vaisseau fantôme de Wagner, La sposa di Corinto de Pietro Canonica, La mort de Danton  de Gottfried von Einem, Genoveva de Schumann et La résurrection du Christ oratorio de Lorenzo Perosi.
Il chante sur les plus grandes scènes lyriques mondiales, Vienne, Budapest, Munich, Berlin, Bruxelles, Paris, Buenos Aires, Tokyo, Johannesbourg, etc. et aussi à New York où il arrive tardivement, en 1985, avec Rigoletto, qui lui vaudra ensuite, avec le même opéra, un fameux tour dans les États-Unis.
Il fait ses adieux à la scène en 1989 avec une représentation de Nabucco à Roncole Verdi, devant la maison natale du Maestro, au cours du Verdianeum Festival qu'il a lui-même contribué à organiser avec le maestro Frontalini. Il continue à chanter et enseigner jusqu'à la dernière apparition en public en 1995, pour recevoir le prix Caruso à Lastra a Signa.
Aldo Protti incarne les personnages d'une cinquantaine d'opéras, avec une préférence pour le répertoire Verdien. Renato, Carlo, Amonasro, Conte di Luna, Guido di Monforte, Iago), mais connait aussi de grands succès en Scarpia, Gérard, Tonio. Il participe à quelques reprises telles, Fernando Cortez et L'Africaine.
Il a aussi une grande activité de concerts. L'opéra qu'il a le plus interprété est Rigoletto, pour quatre cent vingt cinq fois, ce qui le consacre parmi les grands interprètes Verdiens de l'après guerre.
En 1969 il est décoré du titre de Chevalier de la République Italienne. En 2010 la ville de Cremona lui dédie le nom d'une rue.
Il enregistre pour Decca et Philips.

## Discographie

### En studio
- L'Arlesiana, avec Gianna Pederzini (en), Juan Oncina, Emma Tegani, dir. Federico Del Cupolo (en) - Colosseum 1951
- Aida, avec Renata Tebaldi, Mario Del Monaco, Ebe Stignani, Dario Caselli, dir. Alberto Erede - Decca 1952
- Cavalleria Rusticana, avec Elena Nicolai (en), Mario Del Monaco, dir. Franco Ghione (en) - Decca 1953
- Pagliacci (Prologue, Silvio), avec Mario Del Monaco, Clara Petrella, Afro Poli, Piero De Palma (en), dir. Alberto Erede - Decca 1953
- Otello, avec Renata Tebaldi, Mario Del Monaco, dir. Alberto Erede - Decca 1954
- La Traviata, avec Renata Tebaldi, Gianni Poggi, dir. Francesco Molinari Pradelli Decca 1954
- Rigoletto, avec Mario Del Monaco, Hilde Gueden, Cesare Siepi, Giulietta Simionato, dir. Alberto Erede - Decca 1954
- Rigoletto (video), avec Virginia Zeani, Carlo Zampighi, Nicola Zaccaria (en), Luisa Ribacchi, dir. Nino Sanzogno - RAI 1955
- Rigoletto, avec Virginia Zeani, Carlo Zampighi, Nicola Zaccaria, Luisa Ribacchi, dir. Nino Sanzogno - Bongiovanni/Opera Lovers (version audio RAI 1955)
- Cavalleria Rusticana, avec Caterina Mancini, Gianni Poggi, dir. Ugo Rapalo (it) - Philips 1958
- Pagliacci, avec Gianni Poggi, Aureliana Beltrami, Walter Monachesi, dir. Ugo Rapalo (it) - Philips 1958
- Otello, avec Mario Del Monaco, Renata Tebaldi, dir. Herbert Von Karajan - Decca 1960

### Enlive
- Fernando Cortez, Naples 1951, avec Renata Tebaldi, Gino Penno (en), Italo Tajo, dir. Carlo Maria Giulini - éd. Hardy Classic/IDIS
- Aroldo, Florence 1953, avec Antonietta Stella, Gino Penno, dir. Tullio Serafin - éd. Melodram/Walhall
- Falstaff (Ford), RAI-Milano 1953, avec Giuseppe Taddei, Anna Maria Rovere, Anna Maria Canali, Rosanna Carteri, Nicola Monti, dir. Mario Rossi - éd. GOP
- La forza del destino, Florence 1953, avec Renata Tebaldi, Mario Del Monaco, Cesare Siepi, Dir. Dimitri Mitropoulos - éd. Foyer/Archipel
- La forza del destino, La Scala 1955, avec Renata Tebaldi, Giuseppe Di Stefano, Giuseppe Modesti, Dir. Antonino Votto - éd. CLS/Andromeda
- Andrea Chénier, La Scala 1955, avec Maria Callas, Mario Del Monaco, Dir. Antonino Votto - éd. Cetra/Melodram/Golden Melodram
- Rigoletto, Caracas 1956, avec Gianna D'Angelo, Mario Filippeschi, Dir. Rios Reyna - éd. GOP
- La forza del destino, Rome RAI 1957, avec Anita Cerquetti, Pier Miranda Ferraro (en), Boris Christoff, Dir. Nino Sanzogno - éd. Myto/Bongiovanni
- La forza del destino, Cologne 1957, avec Giuseppe Di Stefano, Leyla Gencer, Cesare Siepi, Dir. Antonino Votto - éd. Phoenix/Myto
- Il trovatore, Naples 1957, avec Mario Filippeschi, Antonietta Stella, Fedora Barbieri, Plinio Clabassi, dir. Franco Capuana - éd. Bongiovanni
- Pagliacci, La Scala 1957, avec Giuseppe Di Stefano, Clara Petrella, Enzo Sordello, Dir. Nino Sanzogno - éd. Cetra/Movimento Musica
- I vespri siciliani, Trieste 1959, avec Margherita Roberti (en), Pier Miranda Ferraro, Plinio Clabassi, dir. Antonino Votto - éd. Bongiovanni
- La Gioconda, Buenos Aires 1960, avec Lucilla Udovich (en), Flaviano Labò (en), Mignon Dunn, Norman Scott, dir. Carlo Felice Cillario éd. Opera Lovers/FIORI (MP3)
- Rigoletto, Trieste 1961, avec Alfredo Kraus, Gianna D'Angelo, Giorgio Tadeo, Bruna Ronchini, Dir. Francesco Molinari Pradelli - éd. Movimento Musica
- Rigoletto (DVD), Tokyo 1961, avec Gabriella Tucci, Gianni Poggi, Paolo Washington, Anna Di Stasio, Dir. Arturo Basile (en) - éd. VAI
- Pagliacci (DVD), Tokyo 1961, avec Mario Del Monaco, Gabriella Tucci, Attilio D'Orazi, Dir. Giuseppe Morelli - éd. VAI
- Aida (DVD), Tokyo 1961, avec Gabriella Tucci, Mario Del Monaco, Giulietta Simionato, Paolo Washington, Dir. Franco Capuana - éd. VAI
- Andrea Chénier (DVD), Tokyo 1961, avec Mario del Monaco, Renata Tebaldi, Dir. Franco Capuana - éd. VAI
- Tosca, Vienne 1962, avec Floriana Cavalli, Dimiter Usunow, Dir. Herbert Von Karajan - éd. Arkadia
- Don Carlo, Buenos Aires 1962, avec Giuseppe Zampieri, Jerome Hines, Regina Resnik, Susana Rouco, dir. Fernando Previtali - éd. Living Stage
- L'Africaine, Naples 1963, avec Antonietta Stella, Nicola Nikoloff, Plinio Clabassi, dir. Franco Capuana - éd. Melodram
- I Puritani, Catane 1968, avec Gabriella Tucci, Luciano Pavarotti, Ruggero Raimondi, Dir. Argeo Quadri - éd. Nota Blu/Butterfly Music
- Aida, Venise 1970, avec Gabriella Tucci, Flaviano Labò, Fiorenza Cossotto, Ivo Vinco (en), dir. Fernando Previtali - éd. Mondo Musica
- Tosca, Faenza 1972 (solistes de l’Orchestre du Teatro comunale de Bologne), avec Magda Olivero, Giuseppe Giacomini, dir. Ino Savini - éd. Bongiovanni/GOP/Arkadia

## Sources
- (de) Operissimo.com
- Discografia ed approfondimenti